# Schnackenburg
Schnackenburg is een gemeente in de Duitse deelstaat Nedersaksen. De gemeente maakt deel uit van de Samtgemeinde Gartow in het Landkreis Lüchow-Dannenberg. Schnackenburg ligt aan de Elbe,  en  telt 531 inwoners.
Tot de gemeente behoren ook de zeer kleine plaatsjes Kapern (ruim 100 inwoners), Holtorf en Gummern.
Sinds  1373 is het aan een oude tolplaats in de Elbe gelegen Schnackenburg officieel een stad, een van de kleinste van Duitsland. In de 13e en 14e eeuw heeft enige tijd ook een Kasteel Schnackenburg bestaan. Daarvan is niets meer bewaard gebleven.

## Afbeeldingen

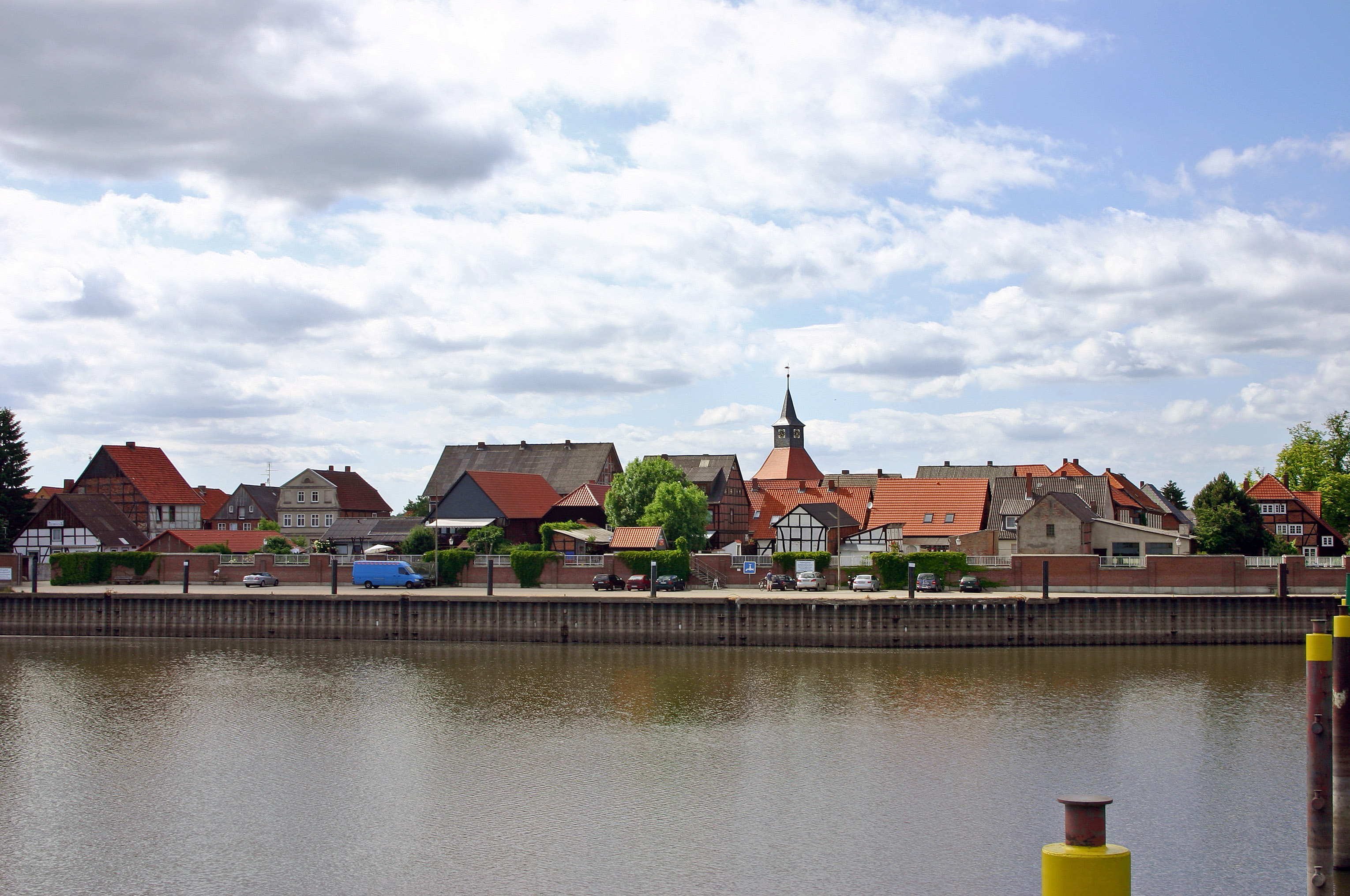
Schnackenburg aan de monding van de Aland in de Elbe
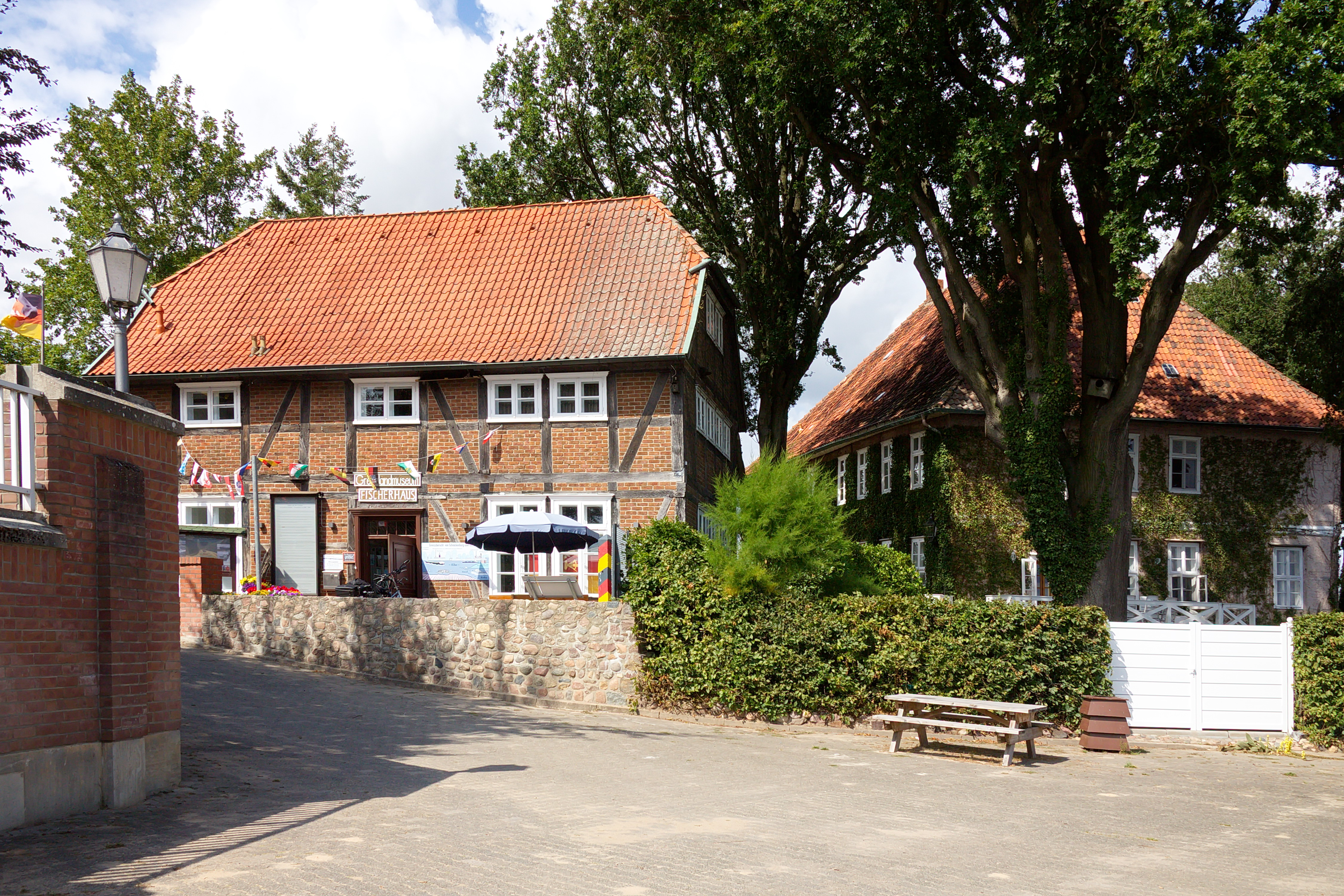
Grenzlandmuseum in Schnackenburg
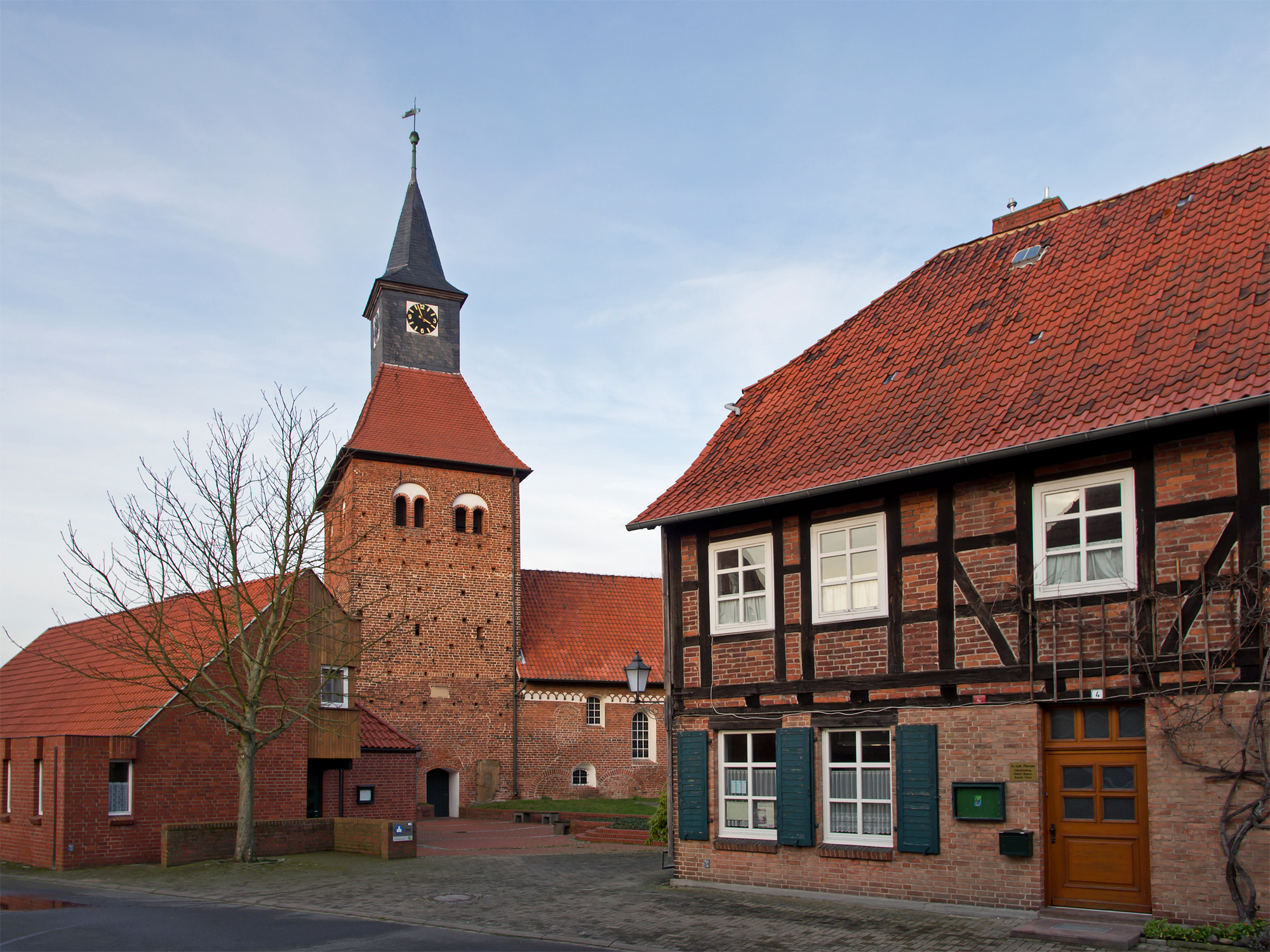
Evangelisch-lutherse St. Nicolaaskerk  met pastorie
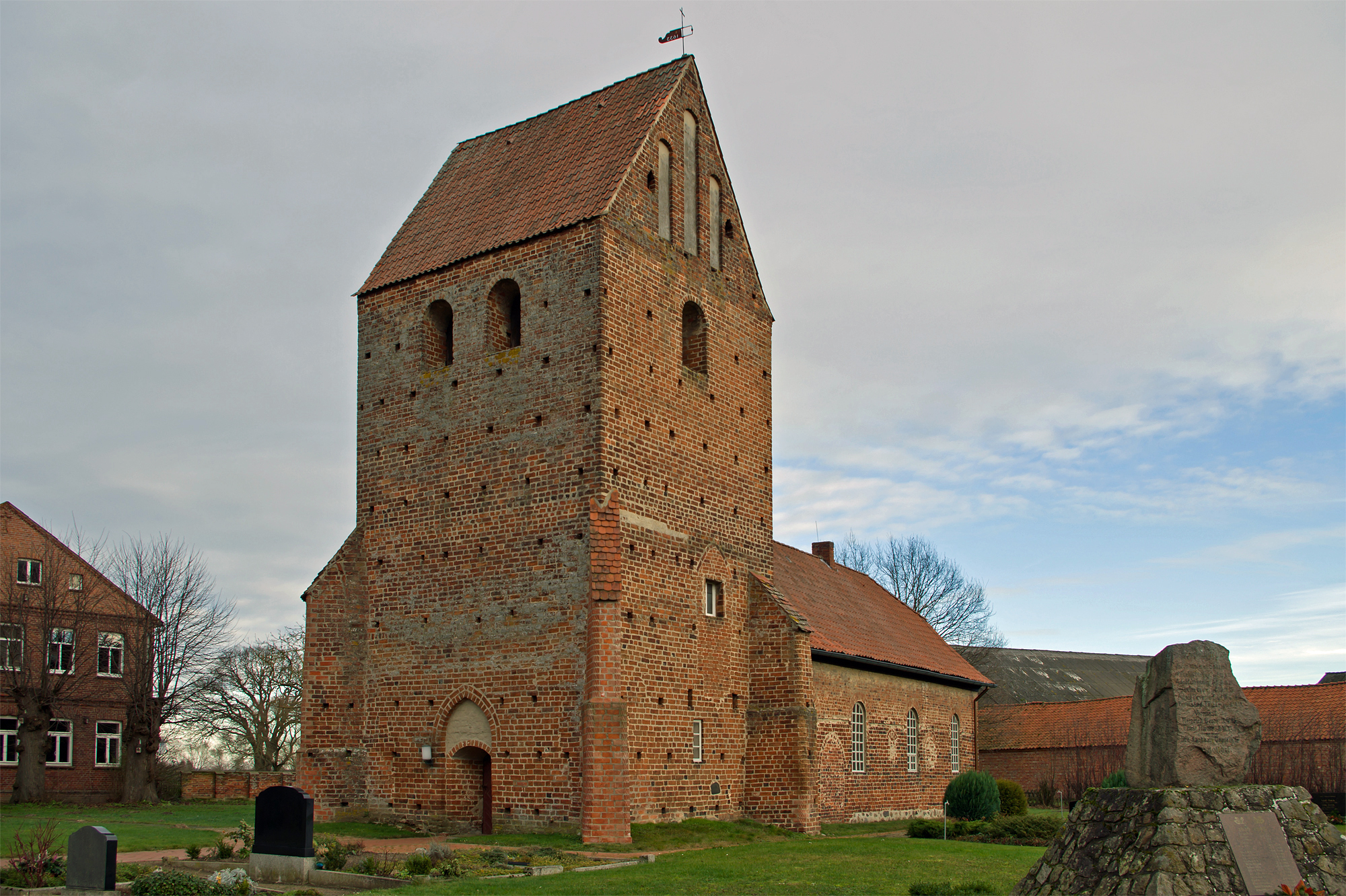
Kerk te Holtorf (14e-17e eeuw)
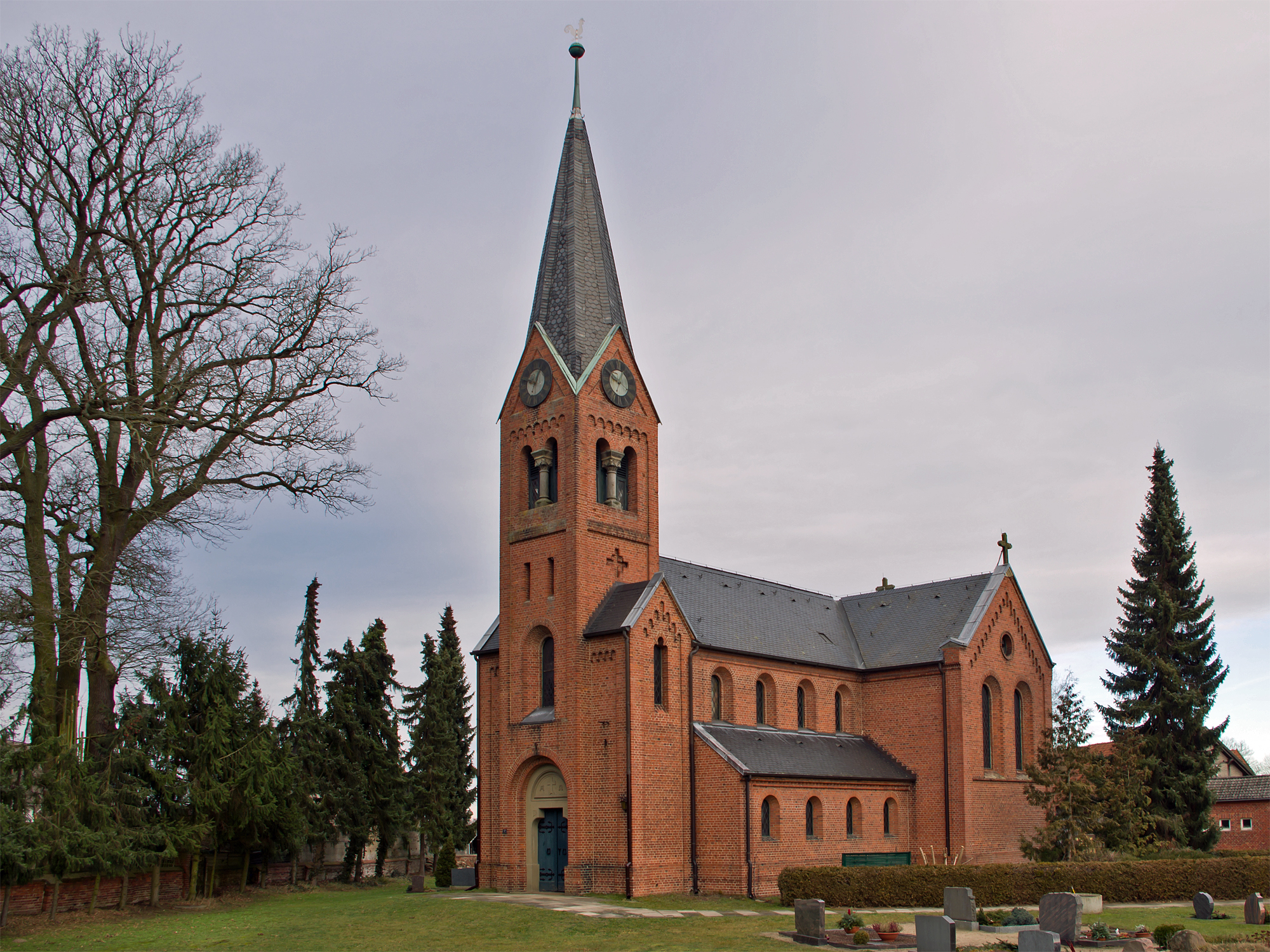
Kerk te Kapern (ca. 1900)
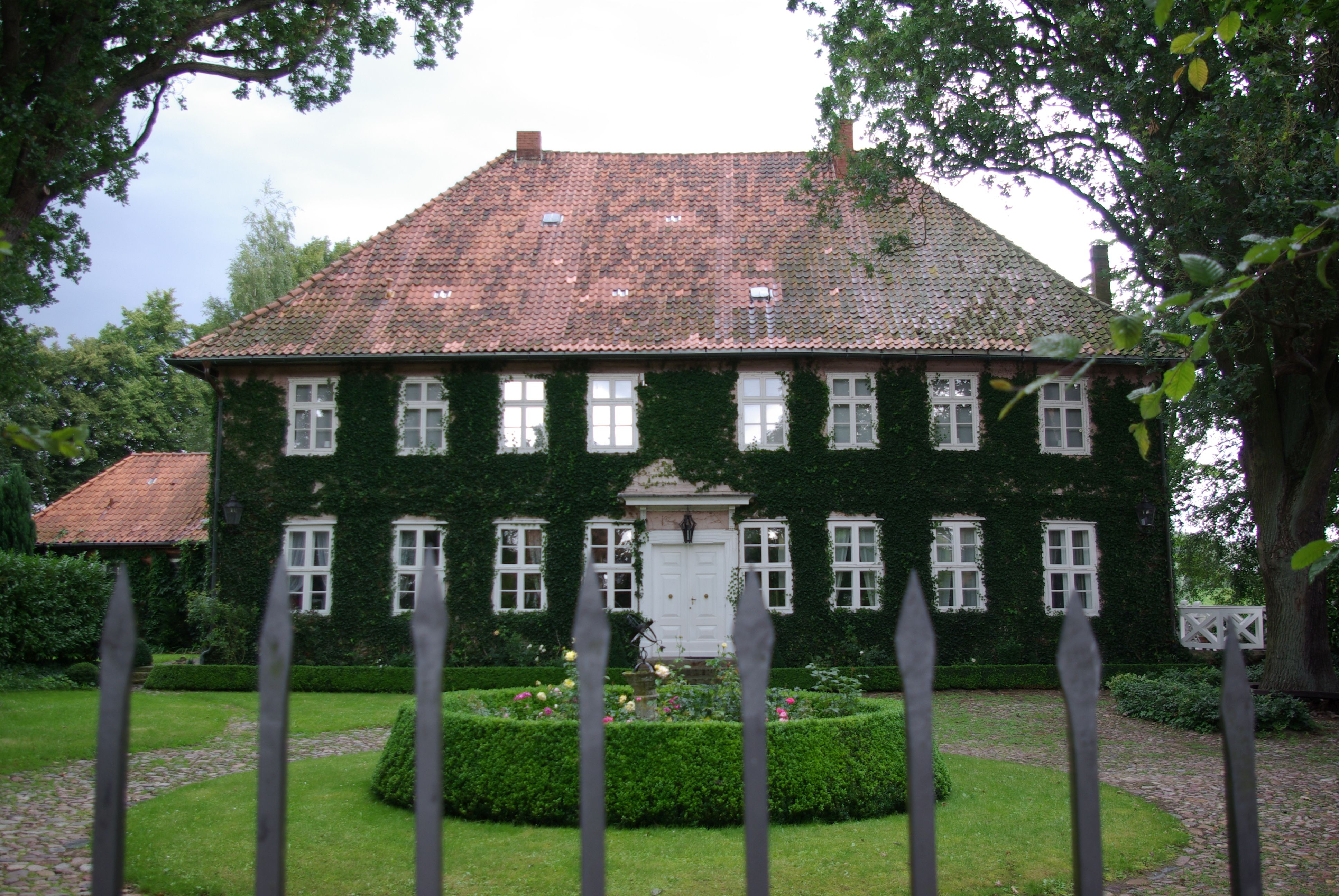
Herenhuis (Amtshof), van 1949-1990 West-Duits tolkantoor voor de Elbescheepvaart

## Bezienswaardigheden
In het pittoreske centrum staat een oude, aan Sint-Nicolaas gewijde kerk en het Grenzlandmuseum , gewijd aan de perikelen,  waar het plaatsje mee had te kampen tussen 1949 en 1990. Toen lag Schnackenburg namelijk aan de Duits-Duitse grens.
Aan het hier in de Elbe uitmondende riviertje de Aland was tot plm. 1992 een kleine binnenhaven aanwezig. Nu meren er alleen nog af en toe plezierbootjes aan.